# Corrente (danza)
La corrente è una danza che trova la sua probabile origine in Francia nel XVI secolo (courante). Secondo alcuni studiosi invece la sua origine sarebbe italiana.

## Storia
La corrente "italiana" in genere è in tempo ternario vivace e nelle suites strumentali ha preso il posto della gagliarda. Quella "francese" invece può essere in 32 o in 64, con scrittura più contrappuntistica e tempo moderato. Può essere definita poliritmica in quanto nella danza spesso la posizione degli accenti viene variata. In origine era una danza popolare di coppia che prevedeva una pantomima di corteggiamento.
Come danza viene descritta da Thoinot Arbeau nell'Orchésographie (1589) e anche da Antoine Arena nel suo Ad suos compagnones studiantes (1520/1530).
Nella forma strumentale stilizzata ne fecero largo uso compositori del periodo barocco, quali Michelangelo Rossi, Johann Sebastian Bach, Arcangelo Corelli, Georg Friedrich Händel e altri. In tempi più recenti è stata usata da Richard Strauss.

## Esempi di corrente
- Sei suite per violoncello solo BWV 1007-1012, Johann Sebastian Bach
- Suite inglesi BWV 806-811, J. S. Bach
- Suite francesi BWV 812-817, J. S. Bach
- Partite per clavicembalo BWV 825-830, J. S. Bach
- Partita per violino solo n. 2 BWV 1004, J. S. Bach
- Concerti grossi op. VI; Concerto IX in Fa maggiore, Arcangelo Corelli
- Suite XX in Re maggiore, Johann Jakob Froberger
- Suite dal Borghese gentiluomo, Richard Strauss